# Hohenrain-Verlag
Der Hohenrain-Verlag und sein Vorgänger- und ehemaliges Mutterunternehmen, der Grabert Verlag, sind bzw. waren große Verlage des deutschen Rechtsextremismus. Der Grabert Verlag gilt als „Standard-Verlag der Holocaustleugner“. Sie gingen aus dem Verlag der deutschen Hochschullehrer-Zeitung hervor, den Herbert Grabert 1953 in Tübingen gründete. Dessen Sohn Wigbert Grabert übernahm 1972 die Verlagsleitung und wurde nach dem Tod seines Vaters 1978 auch Verlagseigentümer. Anfang 2013 übergab er die Leitung des Verlags seinem Sohn Bernhard Grabert, der seither alleiniger Geschäftsführer der Hohenrain-Verlag GmbH ist.
Der Verlagskomplex verbreitet seit seiner Gründung vor allem dem Geschichtsrevisionismus zugeordnete Literatur. Mehrfach wurden Bücher aus den Verlagsprogrammen wegen Volksverhetzung, Beleidigung und Verunglimpfung Verstorbener eingezogen und/oder von der Bundesprüfstelle für jugendgefährdende Medien (BPjM) indiziert. Das Landesamt für Verfassungsschutz Baden-Württemberg zählte den Grabert Verlag 2012 zu den ältesten und „bedeutendsten organisationsunabhängigen rechtsextremistischen Verlagen in Deutschland“.

## Geschichte
Herbert Grabert betätigte sich nach 1945 zunächst als Lobbyist für Hochschullehrer, die aufgrund ihres NS-Engagements entlassen worden waren. 1953 gründete er den Verlag der deutschen Hochschullehrer-Zeitung, der in den 1950er Jahren zu den wichtigen damals gegründeten Vertriebsorganen rechtsextremer Strategien und Theorien gehörte und den Nationalsozialismus verharmloste.
1961 veröffentlichte Herbert Grabert das von ihm ins Deutsche übersetzte Buch Der erzwungene Krieg – Die Ursachen und Urheber des Zweiten Weltkriegs, dessen US-Autor David L. Hoggan Polen und Großbritannien als Verursacher des Zweiten Weltkriegs gegenüber einem angeblich friedenswilligen Adolf Hitler darstellte. Damit begann Grabert rechtsextremen Geschichtsrevisionismus zu verbreiten. Hoggans Bestseller trug erheblich zum ökonomischen Erfolg seines Verlags bei.
1974 benannte er diesen in Grabert Verlag um. Zeitweiliger Verlagsleiter war Karl Epting, der in der Zeit des Nationalsozialismus von 1940 bis 1945 die Kulturabteilung der Deutschen Botschaft in Paris und das dortige Deutsche Institut geleitet hatte.
Als Wigbert Grabert den Verlag 1978 übernahm, änderte er dessen Ausrichtung auch aufgrund ökonomischer Überlegungen „von der Programmatik der alten zur Ideologie der neuen Rechten“. Er gehörte von 1980 bis 1983 zum Thule-Seminar, das er und seine Frau mitgründeten, und veröffentlichte dessen programmatische Schrift Das unvergängliche Erbe: Alternativen zum Prinzip der Gleichheit (Herausgeber: Pierre Krebs; Mitautor: Armin Mohler). Graberts Zusammenarbeit mit Pierre Krebs und Alain de Benoist in den 1980er Jahren hatte jedoch keinen dominierenden Einfluss auf das Verlagsprogramm, da die Berufung auf einen im Indogermanentum wurzelnden nichtchristlich-paganen Traditionsstrang in Deutschland keine größere Bedeutung erlangte und sich solche Publikationen nur schlecht verkaufen ließen. Jedoch wurden der Grabert Verlag und die zugehörige Zeitschrift Deutschland in Geschichte und Gegenwart (DGG) in den 1980er Jahren wichtige Publikationsorgane der Neuen Rechten und der französischen Nouvelle Droite.

## Tochterunternehmen und organisatorische Verbindungen
Für die Schriften der dem Thule-Seminar nahestehenden Stiftung Kulturkreis 2000 gründete Grabert 1985 als Tochterunternehmen des Grabert Verlags den Hohenrain Verlag (Tübingen, Zürich, Paris) mit. Dieser vertritt ein ähnliches Autoren- und Themenspektrum. Zum Grabert-Verlagskomplex gehören die GIE German International Editions GmbH (gegründet 1978) und das Versandunternehmen Media-Service (gegründet 1998), die von Wigbert Graberts Sohn geleitet wird, sowie die nach David L. Hoggan benannte Hoggan-Stiftung und das Institut für deutsche Nachkriegsgeschichte (IdN), das der rechtsextreme Multifunktionär Rolf Kosiek leitet. Zudem besitzt der Grabert Verlag die Versandbuchhandlung Grabert, die auch Bücher anderer rechtsextremer Verlage anbietet. Wigbert Grabert gehört auch der Deutsche Buchkreis. Dessen Mitglieder können die Veröffentlichungen der beiden Verlage unter bestimmten Bedingungen ermäßigt beziehen. Seit 1990 erscheint der Euro-Kurier, in dem Verlagsneuheiten präsentiert werden.
Herbert Grabert war, Wigbert Grabert, Rolf Kosiek und Walter Staffa sind Mitglieder des rechtsextremen Witikobundes. Wigbert Grabert und Rolf Kosiek sind Mitglieder der Gesellschaft für freie Publizistik. Diese zeichnete Wigbert Grabert 2003 mit der Ulrich-von-Hutten-Medaille aus. Rolf Kosiek und Walter Staffa sind Mitglieder im Deutschen Seminar und der Deutschen Studiengemeinschaft.
Bis 2013 erschien im Grabert Verlag die von Herbert Grabert begründete, geschichtsrevisionistische Vierteljahreszeitschrift Deutschland in Geschichte und Gegenwart (DGG). Sie entstand in den 1950er Jahren als nur vierseitiges Mitteilungsblatt für den 131er-Hochschullehrer und erschien im Verlag der deutschen Hochschullehrer-Zeitung. Sie entwickelte sich zu einem Forum nationalsozialistischer Wissenschaftler, denen nach 1945 die Tätigkeit an bundesdeutschen Hochschulen verwehrt blieb, in dem sie teils ihre Rehabilitierung anstrengten, zumeist aber die alten Ideen weiterverfolgten. Die DGG wird von Bernhard Grabert, Geschäftsführer des Hohenrain-Verlags herausgegeben.
Wigbert Grabert gab die Zeitschrift seit 1972 aufgrund der erweiterten Themenbreite und des größeren Umfangs vierteljährlich heraus und gab ihr ihren heutigen Namen. Bis 1983 diente sie als Mitteilungsorgan des 1980 gegründeten Thule-Seminars. Sie erscheint zwar in pseudo-wissenschaftlicher Aufmachung, bedient jedoch in ihren Einzelbeiträgen dieselben Themenfelder und ideologischen Deutungsmuster wie die Bücher des Grabert- und des Hohenrainverlages. Das Autorenspektrum der DGG reicht von dem Geschichtsrevisionisten Walter Staffa über Albrecht Jebens und Hans Filbinger bis zu Claus Nordbruch. Auch Verlagsleiter Rolf Kosiek verfasste als Dauerautor unter dem Pseudonym Rudolf Künast in DGG zahlreiche Artikel. 1991 veröffentlichte DGG anlässlich seines 10. Jubiläums erneut das Heidelberger Manifest. Die Ausgabe 1/2006 der DGG wurde eingezogen.

## Verlagsprogramm
Thematischer Schwerpunkt des Grabert- und Hohenrain-Verlags ist seit der Gründung der rechtsextreme Geschichtsrevisionismus zur Verharmlosung des Nationalsozialismus, etwa durch Leugnung oder Relativierung des Holocaust, der Schuld des NS-Regimes am Zweiten Weltkrieg und anderer NS-Verbrechen.
Zu den Autoren des Verlags gehören verurteilte Holocaustleugner wie Wilhelm Stäglich, Germar Rudolf (hier meist unter dem Pseudonym „Ernst Gauss“) und David Irving sowie Rechtsextremisten wie Rolf Kosiek, Sigrid Hunke, Hellmut Diwald, Bernard Willms, Richard Eichler und Ingrid Weckert. Aber auch Autoren wie der Rechtswissenschaftler Johann Braun haben dort ihre Heimat gefunden.
Auch mit scheinbar nur biografischer und lexikalischer Literatur verteidigt der Verlag den Nationalsozialismus: etwa mit dem 1986 erschienenen Buch des Rechtsextremisten Karl Höffkes, Hitlers politische Generale. Die Gauleiter des 3. Reiches. Ein biographisches Nachschlagewerk oder mit dem 1994 erschienenen geschichtsfälschenden Volkslexikon Drittes Reich.
Viele Verlagspublikationen richten sich gegen die Globalisierung, den europäischen Einigungsprozess, eine Political Correctness, die Einwanderung nach Deutschland, die Frankfurter Schule und gegen das politische System Deutschlands und dessen Repräsentanten. Das Buch Der Angriff. Eine Staats- und Gesellschaftskritik an der 'Berliner Republik‘ (2003) von Claus Nordbruch etwa propagiert offen die Beseitigung der demokratischen Verfassung Deutschlands.
Ein weiterer Themenschwerpunkt sind pseudowissenschaftliche Veröffentlichungen zur Ur- und Frühgeschichte und Archäologie, mit denen längst widerlegte Thesen aus der völkischen Bewegung des 19. Jahrhunderts erneuert oder verlängert werden: zum Beispiel Schriften des ehemaligen SS-Angehörigen Jacques de Mahieu mit dessen These von Wikingern in Südamerika, Schriften von Helmut Schröcke oder Jochen Wittmann, die gemäß der Slawenlegende Slawen als Ostgermanen darstellen, und Schriften von Jürgen Spanuth und anderen, die die rassistische Theorie Ex septentrione lux (‚Das Licht aus dem Norden‘) vertreten und eine „urzeitliche Sendung des Nordens“ als Forschungsergebnis ausgeben, um die tatsächliche Lehrmeinung ‚Ex oriente lux’ als Geschichtslüge darzustellen. Dazu gehört oft antichristliche oder antisemitische Polemik, die in „verschwörungstheoretischen Unterstellungen mündet“. Zu diesem Angebot gehören auch neuere Schriften aus dem Umfeld der pseudowissenschaftlichen Chronologiekritik, etwa von Uwe Topper.

## Indizierungen und Verurteilungen

### Bundesgerichtshof 1960 –Volk ohne Führung
Der Bundesgerichtshof verurteilte den Verlagsgründer Herbert Grabert 1960 wegen der Verbreitung der verfassungsfeindlichen Schrift Volk ohne Führung von David L. Hoggan und Staatsbeschimpfung in verfassungsfeindlicher Absicht zu neun Monaten auf Bewährung.

### Indizierung 1979 –Der Auschwitz-Mythos
Wigbert Grabert hatte 1979 die holocaustleugnende Schrift Der Auschwitz-Mythos von Wilhelm Stäglich veröffentlicht. Stäglich wurde daraufhin der Doktortitel entzogen. Die Bundesprüfstelle für jugendgefährdende Medien setzte sein Buch 1982 auf ihren Verbotsindex. Sie verbot 1981 auch das im Grabert Verlag erschienene Buch Feuerzeichen – Die „Reichskristallnacht“ von Ingrid Weckert, in dem sie Juden als Anstifter der Reichspogromnacht am 9. November 1938 dargestellt und damit eine antisemitische Täter-Opfer-Umkehr betrieben hatte.

### Amtsgericht Tübingen 1989 –Wie die beiden Weltkriege gemacht wurden
Das Amtsgericht Tübingen verurteilte Wigbert Grabert im September 1989 wegen der von ihm verlegten Schrift Wie die beiden Weltkriege gemacht wurden von Wolfgang Seegers zu einer Geldstrafe von 10.000 DM.

### Amtsgericht Tübingen 1995 –Wolfsgesellschaft
Im Januar 1995 verurteilte wiederum das Amtsgericht Tübingen Grabert zu einer Geldstrafe von 10.500 DM, weil er mit dem Verlegen und Verkauf von Carl-Friedrich Bergs Buch Wolfsgesellschaft ausländerfeindliche und volksverhetzende Äußerungen zugelassen und damit seine Sorgfaltspflicht als Verleger verletzt habe.

### Beschlagnahmung 1998 –Hellmut Diwald. Sein Vermächtnis für Deutschland, sein Mut zur Geschichte
Im Juni 1998 ließ das Amtsgericht Tübingen das von Rolf-Josef Eibicht im Hohenrain Verlag herausgegebene und von Grabert vertriebene Buch Hellmut Diwald. Sein Vermächtnis für Deutschland, sein Mut zur Geschichte einziehen.

### Amtsgericht Tübingen 1998 –In Sachen Deutschland
Im Juli 1998 verurteilte das Amtsgericht Tübingen Grabert für das im Hohenrain-Verlag erschienene Buch In Sachen Deutschland von Carl-Friedrich Berg zu einer Geldstrafe von 3.000 DM. Grabert musste sich bis 1998 wegen Inhalten von Veröffentlichungen seiner Verlage zwölfmal vor Gericht verantworten.

### Indizierung –Grundlagen der Zeitgeschichte
Für die Herausgabe der Sammlung Grundlagen der Zeitgeschichte des Holocaustleugners Germar Rudolf erhielt er eine weitere hohe Geldstrafe.

### Amtsgericht Tübingen 2007 –Deutschland in Geschichte und Gegenwart
2007 verurteilte das Amtsgericht Tübingen Wiegbert Grabert wegen Volksverhetzung zu einer Freiheitsstrafe von drei Monaten, die das Landgericht nach einer Berufung Graberts 2009 auf acht Monate erhöhte und auf drei Jahre zur Bewährung aussetzte. Grabert musste zudem 3.000 Euro an die SOS-Kinderdörfer zahlen. Grund war unter anderem das Verbreiten einer Holocaustleugnung des österreichischen Anwalts Herbert Schaller in einem Artikel der Zeitschrift Deutschland in Geschichte und Gegenwart.

### Amtsgericht Tübingen 2013 –Der zweite Weltkrieg. Ursache – Hintergründe – Kriegsschuld – Folgen
Anfang März 2013 verurteilte das Amtsgericht Tübingen Grabert wegen Volksverhetzung zu elf Monaten Freiheitsstrafe auf Bewährung und zur Zahlung von 5.000 Euro für den Förderverein krebskranker Kinder: Er hatte ein geschichtsrevisionistisches Buch des rechtsextremen Publizisten Helmut Schröcke über den Zweiten Weltkrieg, in dem die Ermordung von 33.000 Juden bei Babyn Jar 1941 geleugnet wird, verlegt. Die Bundesprüfstelle für jugendgefährdende Medien hatte das Buch mit dem Titel Der zweite Weltkrieg. Ursache – Hintergründe – Kriegsschuld – Folgen bereits 2011 als jugendgefährdend eingestuft und indiziert. Den bisherigen Erlös des Verlags aus dem Verkauf dieses Buchs von über 30.000 Euro zog das Gericht ein. In einem Berufungsverfahren, das im August 2014 seinen Abschluss fand, wurde das Urteil des Amtsgerichtes Tübingen revidiert und Grabert freigesprochen, da das Gericht keinen Vorsatz erkennen konnte, Schriften mit volksverhetzendem Inhalt zu verbreiten. Zudem komme in dem „tendenziösen Buch“ Schröckes nichts vor, „was strafrechtlich relevant sein könnte“.

## Brandschaden 2017
Am 26. Juni 2017 kam es in einem Nachbargebäude des Verlags in Tübingen zu einem Brand, wobei auch das Lager des Verlags in starke Mitleidenschaft gezogen wurde. In der Folgezeit mussten daher die Buchauslieferung für einen längeren Zeitraum eingestellt werden. Allen im Versand tätigen Mitarbeitern wurde gekündigt. Infolge des Brandes wurde mit der Dezemberausgabe des Jahres 2017 die Zeitschrift Deutschland in Geschichte und Gegenwart eingestellt.

## Einstellung der verlegerischen Tätigkeit 2021
Im April 2021 gab Bernhard Grabert über das verlagseigene Mitteilungsheft Grabert-Kurier, welches zugleich den umfangreicheren Euro-Kurier ablöste, seiner Stammkundschaft bekannt, dass „von der Produktion eigener Titel schweren Herzens Abschied genommen“ werde. Damit endete bis auf weiteres die verlegerische Tätigkeit des Hohenrain-Verlags und folglich auch des Grabert-Verlags. Zukünftig beschränkt sich die Arbeit des Hohenrain-Verlags auf den Versandhandel mit Büchern, wobei hinsichtlich des Angebots von Neuerscheinungen auf das Sortiment anderer Verlage zurückgegriffen wird. Bernhard Grabert mochte jedoch nicht ausschließen, dass „zu einem späteren Zeitpunkt mit frischen Kräften wieder die Initiative“ zur Verlegung eigener Titel ergriffen werde.

## Einzelbelege
1. ↑  Anna Hunger: Gut vernetzt – Der Kopp-Verlag und die schillernde rechte Publizistenszene. In: Stephan Braun, Alexander Geisler, Martin Gerster (Hrsg.): Strategien der extremen Rechten: Hintergründe – Analysen – Antworten. 2. aktualisierte und erweiterte Auflage, Springer Fachmedien, Wiesbaden 2015, ISBN 978-3-658-01983-9, S. 429
2. ↑  Anton Maegerle: Braune Festschrift für altgedienten Jubilar. In: Kontext: Wochenzeitung, Ausgabe 187, 29. Oktober 2014.
3. 1 2 3  Landesamt für Verfassungsschutz Baden-Württemberg:  Organisationsunabhängige rechtsextremistische Verlage in Baden-Württemberg: „Grabert-Verlag“/„Hohenrain-Verlag“ (Memento vom 27. Dezember 2011 im Internet Archive)
4. ↑  Landesamt für Verfassungsschutz Baden-Württemberg Verfassungsschutzbericht 2011 (PDF, S. 106)
5. 1 2  Horst Junginger: Paganismus und Indo-Germanentum als Identifikationselemente der Neuen Rechten. In: Uwe Puschner, G. Ulrich Großmann: Völkisch und national. Darmstadt 2009, S. 284
6. ↑  Armin Pfahl-Traughber: Der organisierte Rechtsextremismus in Deutschland nach 1945. in: Wilfried Schubarth, Richard Stöss (Hrsg.): Rechtsextremismus in der Bundesrepublik Deutschland. Eine Bilanz. Schriftenreihe Band 368 der Bundeszentrale für politische Bildung, Bonn 2000, S. 75 ff.
7. ↑  Armin Pfahl-Traughber: Rechtsextremismus in der Bundesrepublik. München 1999, S. 42
8. ↑  Juliane Wetzel: Der Geschichtsrevisionismus und der Grabert Verlag. In: Martin Finkenberger, Horst Junginger (Hrsg.): Im Dienste der Lügen. Herbert Grabert (1901–1978) und seine Verlage. Aschaffenburg 2004, S. 144.
9. ↑  Anton Maegerle: Leugner aus Tübingen. In: taz.de. 2. November 1995, abgerufen am 12. März 2023.
10. ↑  Anton Maegerle: Was liest der rechte Rand? Der Blätterwald. In: www.bpb.de. 23. Dezember 2016, abgerufen am 12. März 2023.
11. ↑  Ingo Wiwjorra: „Ex oriente lux“ – „Ex septentrione lux“. Über den Widerstreit zweier Identitätsmythen. In: Achim Leube / Morton Hegewisch (Hrsg.): Prähistorie und Nationalsozialismus. Die mittel- und osteuropäische Ur- und Frühgeschichtsforschung in den Jahren 1933–1945. Studien zur Wissenschafts- und Universitätsgeschichte 2 (Heidelberg 2002) 73–106. ISBN 3935025084.
12. 1 2  Blick nach Rechts, 4. November 1998: Ein Mitläufer des NS-Regimes
13. ↑  Tagblatt, 29. April 2010: Blick nach rechts: Der Grabert-Verlag im Vortrags-Visier
14. ↑  redok 7. Februar 2007:  Rechtsextremisten / Vor Gericht: Haftstrafe für rechten Verleger (Memento vom 15. Februar 2009 im Internet Archive)
15. ↑  Schwäbisches Tagblatt, 23. Dezember 2009: Landgericht macht Tübinger Rechtsaußen-Verleger für zwei Hetz-Artikel verantwortlich
16. ↑  Anton Maegerle (Blick nach Rechts, 8. März 2013): Knastfrei auf Bewährung; Raimund Weible (Südwest Presse, 7. März 2013): Verleger wegen Volksverhetzung verurteilt. (Memento des Originals vom 18. März 2013 im Internet Archive)  Info: Der Archivlink wurde automatisch eingesetzt und noch nicht geprüft. Bitte prüfe Original- und Archivlink gemäß Anleitung und entferne dann diesen Hinweis.
17. ↑  Samt Entschädigung, Schwäbisches Tagblatt, 30. August 2014, ohne Seite (Autorenkürzel: dhe)
18. ↑  Hans-Jörg Schweizer: Keine Verletzten, aber hoher Schaden durch Feuer in Tübinger Schlosserei . Schwäbisches Tagblatt, 27. Juni 2017
19. ↑  Bernhard Grabert: In eigener Sache. Euro-Kurier, 03/2017
20. ↑  Bernhard Grabert: In eigener Sache. Euro-Kurier, 01/2018, S. 5.
21. ↑  Bernhard Grabert: Liebe Leserin, lieber Leser. Grabert-Kurier, 04/2021, S. 1
22. ↑  Verfassungsschutz Baden-Württemberg: Geschichtsrevisionistischer „Hohenrain-Verlag“ ist selbst Geschichte.